# Central de Autobuses "Estrella de Oro" (Iguala)
La Terminal Estrella de Oro Iguala es una de las dos terminales de autobuses de Iguala, en el estado de Guerrero. Es de uso exclusivo de la línea Estrella de Oro.

## Ubicación
Avenida Bandera Nacional 83, Centro, 40000 Iguala de la Independencia, Gro.

## Líneas de autobuses
En la terminal se cuenta con varias líneas comerciales de autobuses con diferentes destinos de la República Mexicana:
| Líneas de Autobuses | Destinos |
| ------------------- | --- |
| Estrella de Oro     | Chilpancingo, Acapulco, Teloloapan, Ciudad Altamirano, Taxco, Cuernavaca, Central Sur, Tapo, Aeropuerto Internacional de la Ciudad de México, Xalapa, Veracruz |